# Pulsar (годинники)

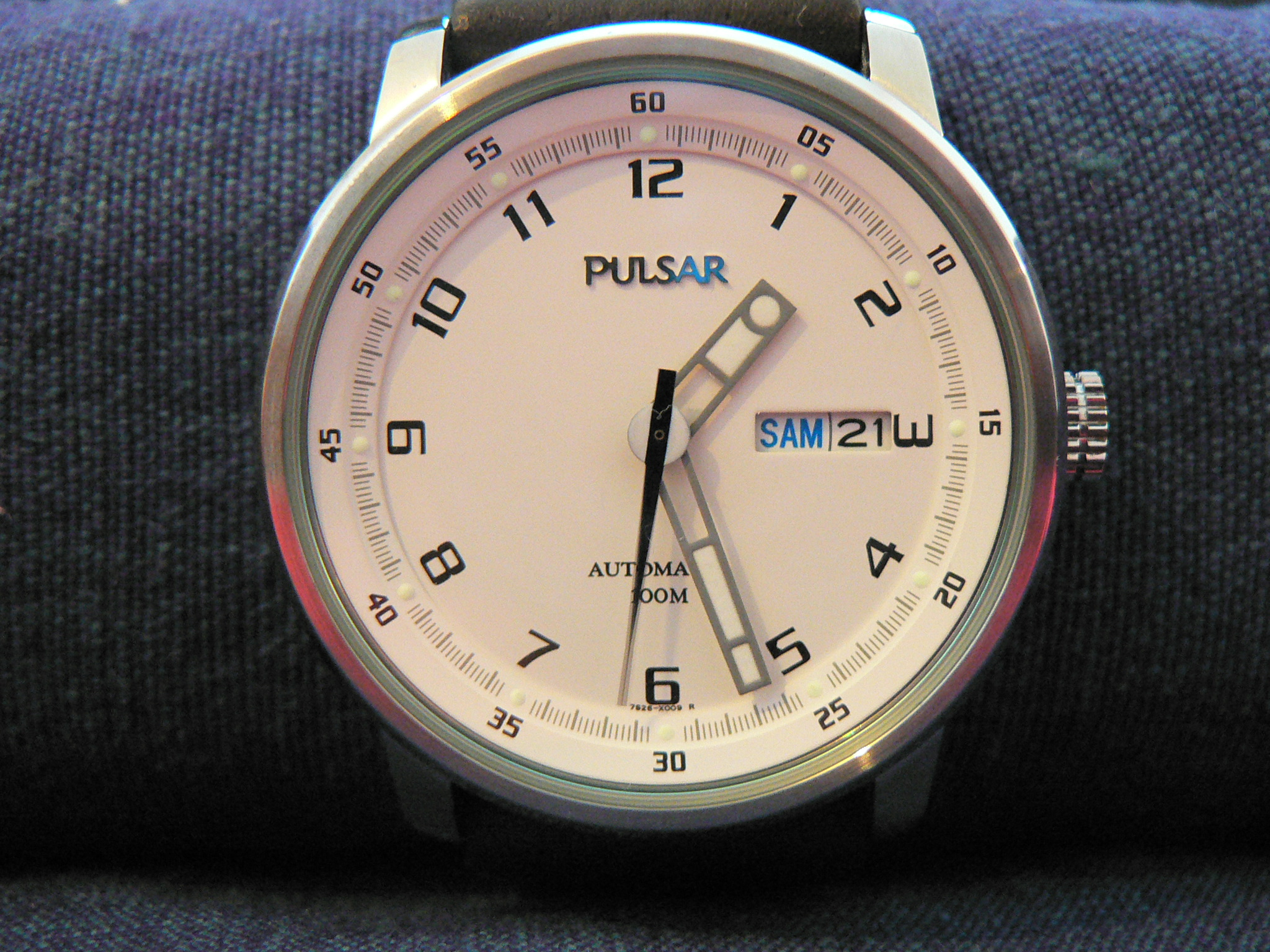
Сучасний аналоговий годинник Pulsar

Pulsar - бренд наручних годинників, на даний момент належить японському виробникові годинників Seiko. Початково марка була створена компанією Hamilton Watch. Компанія Pulsar випустила в світ перший цифровий електронний наручний годинник в 1972 році, модель якого називалась Hamilton Pulsar P1. Сьогодні Pulsar випускають здебільшого аналогові годинники.

## Історія
6 травня 1970 року, американські компанії Hamilton та Electro/Data Inc. анонсували випуск та розробку дочірньою компанією Pulsar першого цифрового годинника.
4 квітня 1972 на світовому ринку з'явилась модель Pulsar P1, що була випущена обмеженим тиражем у 400 екземплярів. Час, що підсвічувався червоними світлодіодами, відображався лише після натискання кнопки під дисплеєм через потребу в економії енергії. Модель випускалась у корпусі з 18-каратного жовтого золота під цінником у 2100$
1973 року компанія випустила модель Pulsar P2, у сталевому, позолоченому та повністю золотому корпусах, що коштували 275$, 375$ та 2100$ відповідно. Дана модель забезпечила комерційний успіх компанії. Pulsar P2 став годинником Роджера Мура у фільмі про Джеймса Бонда "Живи та дай померти". Цю модель також носили Елтон Джон, Джек Ніколсон, Джеральд Форд, Кіт Річардс, Джованні Аньєллі. Пізніше було випущено модель Pulsar P2 Date з додатковою кнопкою зліва для керування датою.

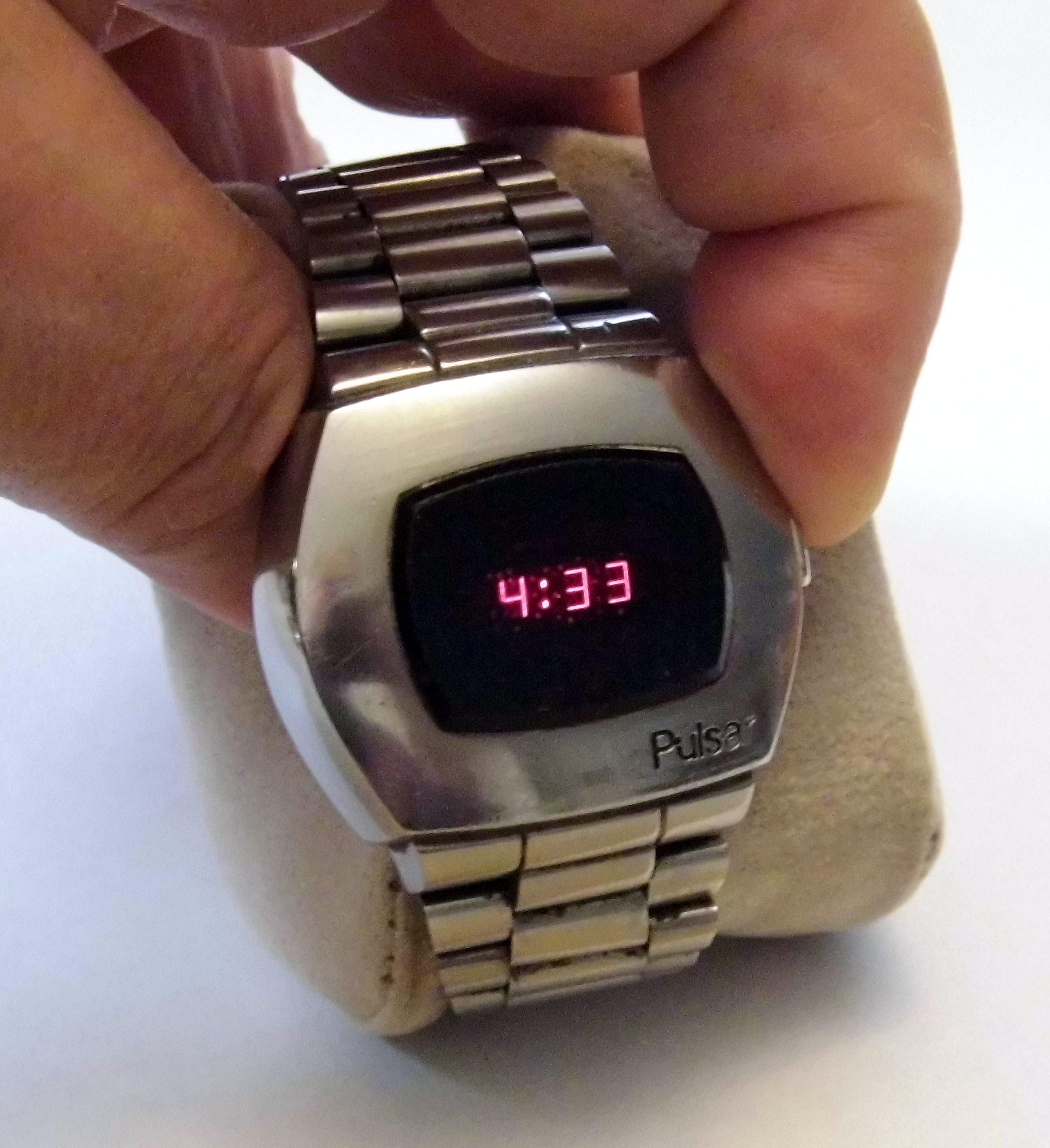
Годинник Pulsar, модель P2 у корпусі з нержавіючої сталі

В 1974 було випущено перший жіночий годинник Pulsar.
В 1975 році у світ з'явився цифровий годинник Pulsar з вбудованим калькулятором. Модель так і називалась Pulsar Calculator Watch та коштувала 3950$.
Впродовж декількох років на ринку подібних світлодіодних годинників було в надлишку. Технології розвивались та дешевшали, через що з часом у годинниках почали використовувати більш дешеві рідкі кристали. Це спричинило занепад компанії, через що активи компанії Pulsar у 1978 році були продані компанії Rhapsody Inc., яка в свою чергу продала марку Pulsar японському бренду Seiko. Seiko ж почала випускати годинники Pulsar як годинники середнього класу.